# 16090 Lukaszewski
16090 Lukaszewski este un asteroid din centura principală de asteroizi.

## Descriere
16090 Lukaszewski este un asteroid din centura principală de asteroizi. A fost descoperit pe 7 octombrie 1999 la Socorro, New Mexico, în cadrul proiectului LINEAR. Asteroidul prezintă o orbită caracterizată de o semiaxă mare de 2,44 ua, o excentricitate de 0,11 și o înclinație de 5,4° în raport cu ecliptica.